# Ignazio Balla
Ignác Balla, italianizzato in Ignazio Balla (Pécska, 23 agosto 1885 – Genova, 10 settembre 1976), è stato un giornalista, scrittore e traduttore ungherese.

## Biografia
Nato a Pécska (l'odierna Pecica), cittadina transilvana facente allora parte dell'Impero austro-ungarico, si appassionò fin dalla giovane età alla cultura e alla lingua italiana. Conobbe Ferenc Herczeg giacché entrambi furono deputati a Pécska, e ne nacque un'amicizia da cui entrambi trassero, peraltro, ampio profitto per le rispettive carriere. Nel 1901 Balla, arruolatosi nella Marina austro-ungarica, fu inviato a Pola, dove svolse mansioni di servizio militare; e nello stesso anno uscì la sua opera d'esordio, Tűz (Fuoco), una raccolta di poesie in lingua ungherese. Sempre nei primi anni di attività fu traduttore dall'italiano, volgendo in ungherese il San Pantaleone di Gabriele D'Annunzio, il Decameron del Boccaccio e altre opere di Grazia Deledda, Ada Negri e Luigi Pirandello. Assunto da Herczeg quale articolista per la propria rivista Új Idők, Balla ebbe modo di scrivere su svariati argomenti; nel 1921 intervistò per il giornale Nap Benito Mussolini, allora direttore de Il Popolo d'Italia, incontrando il futuro Duce per la prima volta. Nel 1925 Balla si trasferì stabilmente in Italia e si iscrisse al Partito Nazionale Fascista; come di prammatica, il suo nome fu italianizzato in Ignazio. Giunto in Italia e trasferitosi a Milano, si attivò nella divulgazione delle opere di celebri scrittori, poeti e drammaturghi ungheresi, traducendo numerose opere in italiano, con l'aiuto di traduttori madrelingua. Significative furono le sue collaborazioni con Aldo Borgomaneri, Ettore Cozzani, Giorgio Cavallotti, Mario De Vellis e soprattutto Alfredo Jeri, con cui cofirmò molte traduzioni incluse nella Biblioteca Universale Rizzoli. Sostenuto da Mussolini, Balla divenne un personaggio importante nelle relazioni culturali tra Italia e Ungheria, e intrattenne rapporti epistolari con svariati scrittori ungheresi tra cui, oltre al già citato Herczeg, si annoverano Ferenc Molnár, Mihály Babits, Zsigmond Móricz e Dezső Kosztolányi; tra i personaggi politici vi sono László Bárdossy e Miklós Horthy. Fu anche autore di svariate prefazioni di romanzi ungheresi tradotti in italiano e prospera fu la sua collaborazione con gli editori Alpes, Treves e Rizzoli. Essendo di famiglia ebrea, Balla esperì alcune difficoltà per via del varo delle leggi razziali fasciste, benché egli stesso fosse un sostenitore del fascismo fin dai suoi esordi. Terminata la Seconda guerra mondiale, proseguì la sua attività di traduttore letterario. Per la RAI Balla tradusse, sempre affiancato da De Vellis che lo aiutava per le traduzioni delle opere teatrali, la Commedia del buon cuore di Molnár, trasmessa poi nel 1957. Morì a Nervi nel 1976, a 91 anni.

## Opere

### Curatele
- Novellieri ungheresi, Milano, Alpes, 1931 (con Aldo Borgomaneri)

### Narrativa

#### In ungherese
- Újjé, a ligetben nagyszerű!, 1911
- Tréfaország, 1911
- Kámeák, 1912
- Víz fölött és víz alatt, 1916
- Kis emberek, 1917
- Az ő keze, 1917
- Anonima levelei, 1918
- Tréfás mesekönyv, 1920
- A póruljárt kisbíró, 1921
- Hebehurgya Jancsi, 1927
- Ötven mese, 1931
- Két kis Ludas Matyi, 1932
- Két kis lurkó, 1935
- Ragyogó mesevilág, 1935
- Negyven mese, 1940

### Poesia

#### In ungherese
- Tűz, 1901
- Tenger mormolása, 1903
- Dél, 1907
- A hét híd városa, 1910
- Gabikám..., 1918

### Saggi

#### In ungherese
- Edison, 1912
- Híres feltalálók, 1912
- A Rotschildok, 1912
- A Duce és a dolgozó új Itália, 1932

#### In italiano
- I Rothschild, Milano, Treves, 1914
- Budapest, Milano, Giacomo Agnelli, 1931
- Vecchia e nuova cultura di Transilvania, Milano, FIBP, 1931
- Il duce per l'Ungheria, Milano, 1933
- L'Ungheria e gli ungheresi, Milano, Treves, 1937
- Edison: una grande vita (1847-1931), Milano, Cavallotti, 1946

### Teatro

#### In ungherese
- Színésznő-jelölt, 1909
- A figyelmesség áldozata, 1911
- Cigarettafüst, 1914
- Romantika, 1914
- Az arrezzoi varga, 1926

### Traduzioni
- Conte Banffy Miklos, Dall'alba alla notte, Alpes, Milano, 1930

- Jenő Heltai, Giaguaro, Milano, Rizzoli, 1933 (con Aldo Borgomaneri)
- Ferenc Herczeg, Il miracolo, Milano, L'eroica, 1933 (con Alfredo Jeri)
- AA.VV., Lupi: una terra e una razza sconosciute nei loro più bei racconti, Milano, L'eroica, 1933
- Viktor Rákosi, Quando le campane non suonano più, Milano, L'eroica, 1935 (con Ettore Cozzani)
- Margit Bethlen, I racconti dell'isola felice, Milano, Corticelli, 1940 (con Aldo Borgomaneri)
- László Fodor, Esami di maturità, Torino, SEI, 1942 (con Mario De Vellis)
- Ferenc Molnár, L'ussaro azzurro e altri racconti, Milano, Ultra, 1945 (con Aldo Borgomaneri)
- Menyhért Lengyel, Angelo, Milano, Platee, 1946 (con Mario De Vellis)
- Ferenc Molnár, Giochi al castello, Milano, Saturnia, 1946 (con Mario De Vellis)
- Ferenc Molnár, Andor, Milano, Cavallotti, 1947 (con Giorgio Cavallotti)
- László Fodor, L'affare Kubinsky, Milano, Majocchi, 1948 (con Mario De Vellis)
- Ferenc Molnár, I ragazzi della via Pál, Milano, Majocchi, 1948 (con Mario De Vellis)
- Sandor Török, Siamo tutti (un po') ladri, Milano, Dall'Oglio, 1949 (con Alfredo Jeri)
- Ferenc Herczeg, Ragazzi in gamba, Firenze, Marzocco, 1953
- Ferenc Molnár, La commedia del buon cuore, RAI, 1957
- Ferenc Herczeg, I pagani, Milano, Rizzoli, 1958 (con Alfredo Jeri)
- Mór Jókai, I due Trenk, Milano, Rizzoli, 1959 (con Alfredo Jeri)
- Ferenc Molnár, Liliom, Milano, Rizzoli, 1959 (con Alfredo Jeri)
- Kálmán Mikszáth, Il fantasma di Lublo, Milano, Rizzoli, 1960 (con Alfredo Jeri)
- Kálmán Mikszáth, L'ombrello di San Pietro, Milano, Rizzoli, 1960 (con Alfredo Jeri)
- Ferenc Herczeg, La porta della vita, Milano, Rizzoli, 1960 (con Alfredo Jeri)
- Ferenc Herczeg, Luna calante, Milano, Rizzoli, 1961 (con Alfredo Jeri)
- Kálmán Mikszáth, Il fabbro che non ci sente, Milano, Rizzoli, 1962 (con Alfredo Jeri)
- Mór Jókai, Rosa gialla, Milano, Rizzoli, 1962 (con Alfredo Jeri)